# Cerro Santa Lucía
Cerro Santa Lucía je majhen hrib v središču Santiaga v Čilu. Leži med Alameda del Libertador Bernardo O'Higgins na jugu, ulico Santa Lucía na zahodu in Victoria Subercaseaux na vzhodu. Sosednja postaja podzemne železnice je poimenovana po njem. Hrib ima nadmorsko višino 629 m in višino 69 m nad okolico. Je ostanek vulkana, star 15 milijonov let .
Hrib obsega 65.300 kvadratnih metrov parka , okrašen z bogato fasado, stopnišči in fontanami. Najvišja točka je priljubljena razgledna točka za turiste, ki obiščejo mesto.

## Zgodovina
Prvotni prebivalci dobe pred kolonizacijo so ga imenovali Huelito o heutrecan. Sedanje ime izhaja iz dni, ko je 13. decembra 1540 Pedro de Valdivia zavzel hrib. Ta dan praznuje sveta Lucija.
Prvi so hrib uporabljali misijonarji za prostor molitve v letih izbruha noric (1541).
Leta 1816 je Manuel Olaguer Feliú, brigadir kraljevh inženircev, na hribu zasnoval in zgradil dve utrdbi, eno severno, drugo južno. Utrdbi sta bili iz kamna in apna, vsaka je lahko nosila osem ali dvanajst topov. Poleg tega je narisal in zgradil prostor za skladišče streliva in namestitev za garnizon. 
Na eni strani hriba je bila Fort Hidalgo dokončana leta 1820 kot obrambna točka. Na drugi strani pa je bilo pobočje uporabljeno kot »pokopališče za disidente«, ljudi, ki niso sledili takratni uradni rimskokatoliški veri ali pa so bili kako drugače neprimerni za pokop na posvečenem pokopališču. Ostanke, pokopane na tem pobočju, so sčasoma prenesli na osamljen del glavnega pokopališča, preden se je pokopališče odprlo za vse pokope ne glede na vero ali socialno stanje.
Leta 1849 je James Melville Gilliss vodil ameriško mornariško astronomsko ekspedicijo v Čile, da bi natančneje izmeril sončno paralakso. Na hribu Santa Lucía so postavili observatorij. Ko se je ekspedicija septembra 1852 končala, je bil observatorij in pripadajoča oprema prodan čilski vladi in je bila jedro prvega nacionalnega astronomskega observatorija. 
Leta 1872 se je Benjamín Vicuña Mackenna odločil za dramatično spremembo urbane strukture mesta Santiago s številnimi deli, katerih cilj je bil izboljšati mesto in tako začel obsežno preobrazbo hriba. Dela iz leta 1872 so obsegala cesto, ki je prečkala hrib in je na vrhu pripeljala do kapele, ki jo je tam zgradil, osvetljeno s takrat novimi lučmi na plin. Preostali del hriba je park s fontanami in razgledišči. Današnji hrib ima prefinjen namakalni sistem. Zdaj ikonična rumena in bela fasada je tudi rezultat prenove Vicuña Mackene. Pomagal je tudi pri uresničevanju projektov arhitekta Manuela Aldunateja, konstruktorja Enriqua Henesa in kamnoseka Andrésa Staimbucka.
Pred nekaj leti je Cerro Santa Lucía dobil izboljšan sistem osvetlitve in zaščito. Tudi Fort Hidalgo je bila obnovljena in ponovno odprta za javnost. Tradicionalno je topovsko streljanje natanko opoldne.

## Posebnost
Spomenik na Cerro Santa Lucía je iz 2 m visokega kamna, izrezljan z delom iz besedila, ki ga je Pedro de Valdivia poslal cesarju Karlu V. in opisuje značilnosti osvajana novega ozemlja.

## Galerija
- Vodnjak v "Patio Circular".
- Stara pot tramvaja.
- Pgled iz Santa Lucíe  na Avenido Libertador General Bernardo O'Higgins (Alameda).
- Pogled na trg Pedra de Valdivia.
- Spomenik Pedra de Valdivia
- Spomenik nadškofu Manuelu Vicuña Larrainu.
- Spomenik posvečen "tistim, ki so jih nebeško in zemeljsko zavračali, pokopani tukaj že pol stoletja" in zlasti protestantom "pokopanim tukaj zaradi svoje vere v Kristusa".
- Seznam z imeni ljudi, ki so v prvem ustanovili mesto v prvem cabildo abierto.